# Droga jednokierunkowa

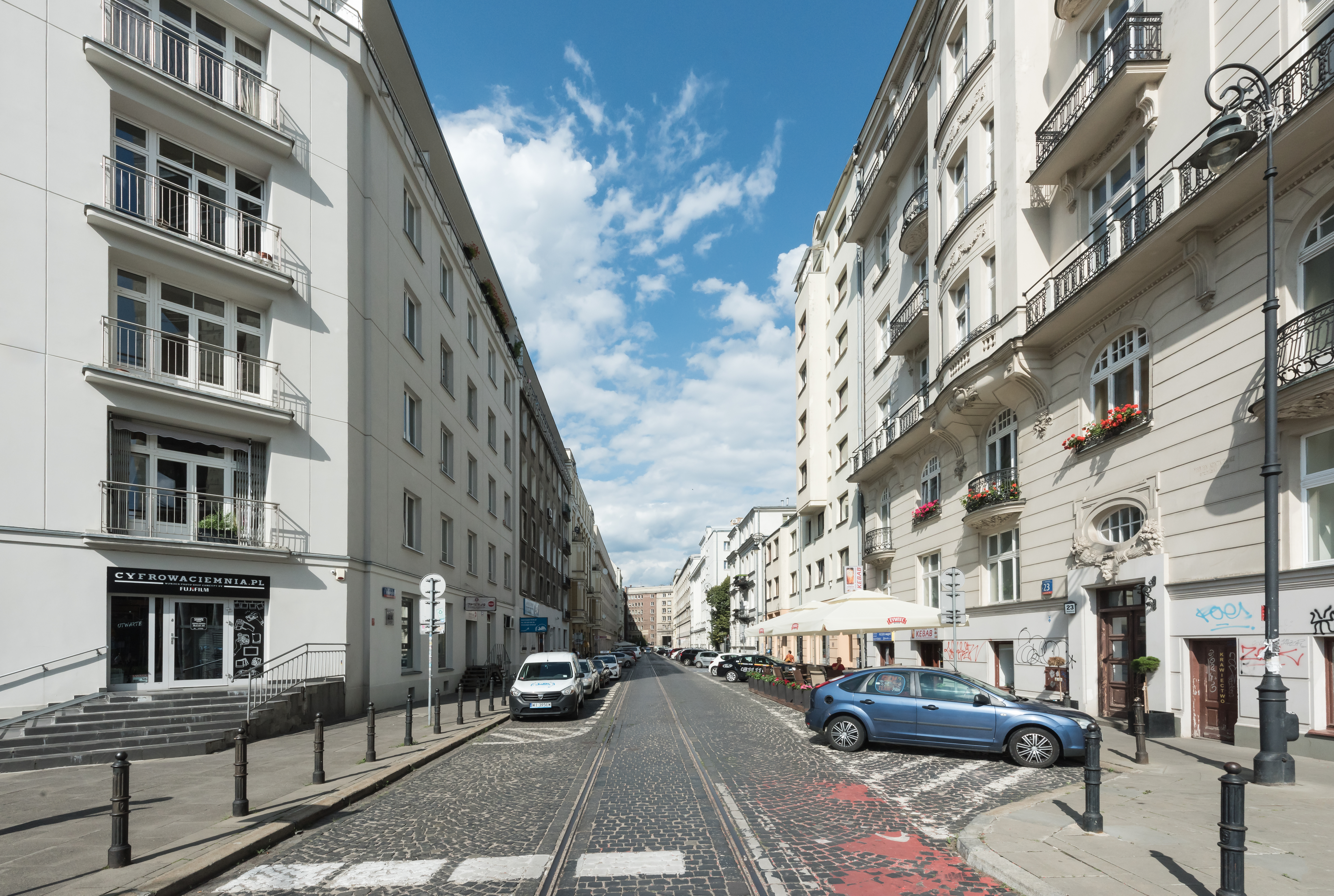
Jednokierunkowa ulica Śniadeckich w Warszawie

Droga jednokierunkowa – droga, na której jezdni ruch pojazdów dozwolony jest tylko w jednym kierunku. Na części dróg jednokierunkowych zastosowano kontraruch, czyli zezwolenie pewnym pojazdom (zazwyczaj rowerom) na ruch w przeciwnym kierunku. Szczególnym przypadkiem kontraruchu jest kontrapas, czyli oznaczony pas ruchu wydzielony dla pojazdów poruszających się w przeciwnym kierunku.
Na drodze jednokierunkowej obowiązuje zakaz zawracania. Przepisy nakazują, by (jeżeli gabaryty pojazdu to umożliwiają) skręcając w lewo, zbliżyć się do lewej krawędzi jezdni. Analogicznie, w przypadku skręcania w prawo, należy wyruszać z prawej krawędzi jezdni. W Polsce taką drogę oznacza się znakiem informacyjnym D-3: droga jednokierunkowa.